# Autoportrait à la barbe rutilante
L’Autoportrait à la barbe rutilante est un tableau réalisé par le peintre français Paul Sérusier vers 1907-1908. De format horizontal, cette peinture à l'huile sur toile est un autoportrait qui représente l'artiste en buste devant un paysage vallonné. Elle le figure arborant une pilosité faciale de couleur fauve qui lui a valu son surnom de « Nabi à la barbe rutilante », auquel renvoie le titre. Offerte par son créateur à Maurice Denis, elle a été acquise auprès des descendants de ce confrère et ami par la commune de Châteauneuf-du-Faou, dans le Finistère, en 2017. Il s'agit du chef-d'œuvre du futur musée Sérusier.

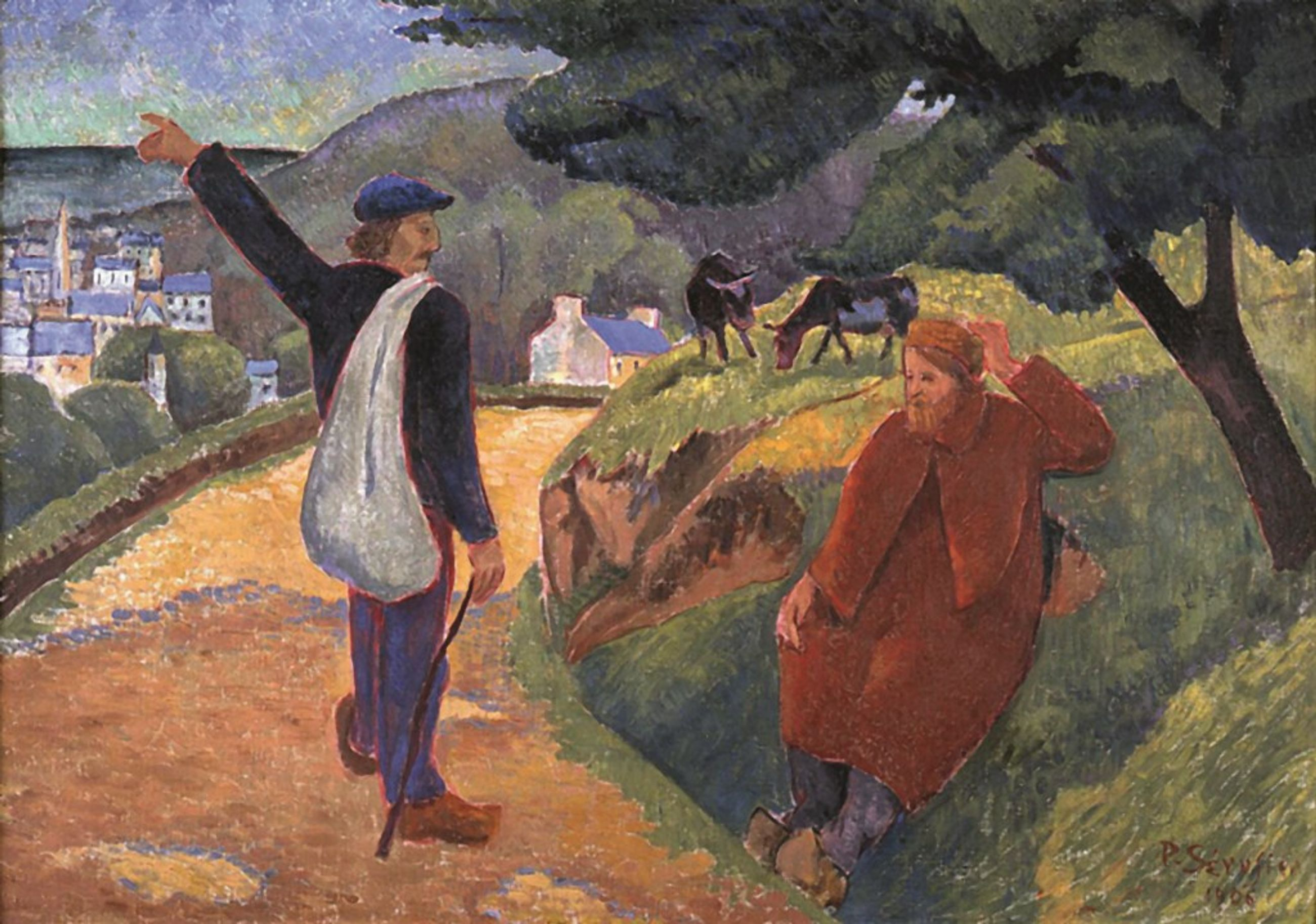
Paul Sérusier, L'Adieu à Gauguin, 1906 – Musée des Beaux-Arts de Quimper, Quimper.